# Fase de classificació de la Copa d'Àfrica de Nacions 1978
Fase de classificació de la Copa d'Àfrica de Nacions de futbol de l'any 1978.
- Marroc classificat com a campió anterior.
- Ghana classificat com a organitzador.

## Ronda preliminar
| Equip 1 | Global | Equip 2 | Anada | Tornada |
| ------- | ------ | ------- | ----- | ------- |
| Malawi  | 3–4    | Maurici | 1–1   | 2–3     |

| Malawi | 1–1 | Maurici |
| ------ | --- | ------- |
| Phiri  |     | L'Enflé |

 Lilongwe
| Maurici                        | 3–2 | Malawi    |
| ------------------------------ | --- | --------- |
| Chundunsing · Imbert · L'Enflé |     | Phiri · ? |

 Stade George V, Curepipe
Maurici guanyà 4–3 en l'agregat.

## Primera ronda
| Equip 1      | Global | Equip 2       | Anada | Tornada |
| ------------ | ------ | ------------- | ----- | ------- |
| Algèria      | 5–3    | Kenya         | 4–1   | 1–2     |
| Sierra Leone | 1–3    | Nigèria       | 1–1   | 0–2     |
| Maurici      | 2–4    | Etiòpia       | 2–3   | 0–1     |
| Guinea       | 5–0    | Líbia         | 3–0   | 2–0     |
| Senegal      | 3–1    | Togo          | 2–1   | 1–0     |
| Egipte       | 4–5    | Tunísia       | 2–2   | 2–3     |
| Camerun      | 2–4    | Congo         | 2–0   | 0–4     |
| Alt Volta    | 1–5    | Costa d'Ivori | 0–1   | 1–4     |
| Mali         | n/d    | Níger         | —     | —       |
| Uganda       | n/d    | Tanzània      | —     | —       |
| Zàmbia       | n/d    | Sudan         | —     | —       |
| Gabon        | Bye    |               |       |         |

| Algèria                                               | 4–1 | Kenya        |
| ----------------------------------------------------- | --- | ------------ |
| Baïleche 5', 69' · Betrouni 12' · Tlemçani 45' (pen.) |     | Ghazalle 37' |

 Estadi 5 de Juliol de 1962, Alger
| Kenya                    | 2–1 | Algèria    |
| ------------------------ | --- | ---------- |
| Lukoye 28' · Ochieng 40' |     | Ighili 21' |

 Mombasa Municipal Stadium, Mombasa
Algèria guanyà 5–3 en l'agregat.
| Sierra Leone | 1–1 | Nigèria |
| ------------ | --- | ------- |
|              |     |         |

 Freetown
| Nigèria  | 2–0 | Sierra Leone |
| -------- | --- | ------------ |
| Odegbami |     |              |

 Lagos
Nigèria guanyà 3–1 en l'agregat.
| Maurici         | 2–3 | Etiòpia |
| --------------- | --- | ------- |
| Chundunsing · ? |     |         |

 Stade George V, Curepipe
| Etiòpia | 1–0 | Maurici |
| ------- | --- | ------- |
|         |     |         |

 Addis Ababa Stadium, Addis Ababa
Etiòpia guanyà 4–2 en l'agregat.
| Guinea | 3–0 | Líbia |
| ------ | --- | ----- |
|        |     |       |

 Stade du 28 Septembre, Conakry
| Líbia | 0–2 | Guinea |
| ----- | --- | ------ |
|       |     |        |

Guinea guanyà 5–0 en l'agregat.
| Senegal | 2–1 | Togo |
| ------- | --- | ---- |
|         |     |      |

 Dakar
| Togo | 0–1 | Senegal |
| ---- | --- | ------- |
|      |     |         |

 Lomé
Senegal guanyà 3–1 en l'agregat.
| Egipte                         | 2–2 | Tunísia               |
| ------------------------------ | --- | --------------------- |
| Gaafar 42' (pen.) · Khalil 57' |     | Agrebi 25' · Akid 70' |

 Estadi Internacional del Caire
| Tunísia                            | 3–2 | Egipte                             |
| ---------------------------------- | --- | ---------------------------------- |
| Akid 10' · Lahzami 17' · Dhiab 55' |     | El Khatib 37' (pen.) · Shehata 82' |

 Stade El Menzah, Tunis
Tunísia guanyà 5–4 en l'agregat. 
| Camerun                 | 2–0 | Congo |
| ----------------------- | --- | ----- |
| M'Bida 2' · Milla 45+1' |     |       |

 Stade Ahmadou Ahidjo, Yaoundé
| Congo                             | 4–0 | Camerun |
| --------------------------------- | --- | ------- |
| N'Domba · Bahamboula · Mounoundzi |     |         |

 Stade de la Révolution, Brazzaville
Congo guanyà 4–2 en l'agregat.
| Alt Volta | 0–1 | Costa d'Ivori |
| --------- | --- | ------------- |
|           |     |               |

 Ouagadougou
| Costa d'Ivori | 4–1 | Alt Volta |
| ------------- | --- | --------- |
|               |     |           |

 Abidjan
Costa d'Ivori guanyà 5–1 en l'agregat, però més tard fou desqualificat.
| Mali | n/d | Níger |
| ---- | --- | ----- |
|      |     |       |

Mali es classificà per abandonament de Níger, però més tard fou desqualificat.
| Uganda | n/d | Tanzània |
| ------ | --- | -------- |
|        |     |          |

Uganda es classificà.
| Zàmbia | n/d | Sudan |
| ------ | --- | ----- |
|        |     |       |

Zàmbia es classificà.

## Segona ronda
| Equip 1 | Global      | Equip 2       | Anada | Tornada |
| ------- | ----------- | ------------- | ----- | ------- |
| Algèria | 2–2 (5–6 p) | Zàmbia        | 2–0   | 0–2     |
| Senegal | 3–4         | Nigèria       | 3–1   | 0–3     |
| Etiòpia | 1–2         | Uganda        | 0–0   | 1–2     |
| Mali    | 1–2         | Costa d'Ivori | 1–0   | 0–2     |
| Congo   | 6–5         | Gabon         | 3–2   | 3–3     |
| Tunísia | 5–3         | Guinea        | 3–0   | 2–3     |

| Algèria                      | 2–0 | Zàmbia |
| ---------------------------- | --- | ------ |
| Ali Messaoud 2' · Ighili 74' |     |        |

 Estadi 5 de Juliol de 1962, Alger
| Zàmbia           | 2–0 (pr.) | Algèria |
| ---------------- | --------- | ------- |
| Chitalu 33', 52' |           |         |
| Tanda de penals  |           |         |
|                  | 6–5       |         |

Zàmbia guanyà 6–5 en els penals després de 2–2 en l'agregat.
| Senegal | 3–1 | Nigèria |
| ------- | --- | ------- |
|         |     |         |

 Dakar
| Nigèria                | 3–0 | Senegal |
| ---------------------- | --- | ------- |
| Atuegbu · Odegbami · ? |     |         |

 Surulere Stadium, Lagos
Nigèria guanyà 4–3 en l'agregat.
| Etiòpia | 0–0 | Uganda |
| ------- | --- | ------ |
|         |     |        |

 Addis Ababa Stadium, Addis Ababa
| Uganda                           | 2–1 | Etiòpia |
| -------------------------------- | --- | ------- |
| Semwanga 7' (pen.) · Kirunda 89' |     | Gol     |

 Kampala
Uganda guanyà 2–1 en l'agregat.
| Mali | 1–0 | Costa d'Ivori |
| ---- | --- | ------------- |
|      |     |               |

 Stade Mamadou Konaté, Bamako
| Costa d'Ivori | 2–0 | Mali |
| ------------- | --- | ---- |
|               |     |      |

 Abidjan
Costa d'Ivori fou desqualificat per alineació indeguda i Mali fou desqualificat després que les forces de seguretat assaltessin els àrbitres al final del primer partit. Alt Volta, perdedor amb Costa d'Ivori a la ronda anterior, obtingué la plaça a la fase final.
| Congo                          | 3–2 | Gabon                        |
| ------------------------------ | --- | ---------------------------- |
| Moukila 44', 45+1' · Lakou 45' |     | Ndjambou 11' · Bourdette 47' |

 Stade de la Révolution, Brazzaville
| Gabon                                  | 3–3 | Congo                                  |
| -------------------------------------- | --- | -------------------------------------- |
| Manon 36', 89' · Dimonékéné 34' (p.p.) |     | Bahamboula 26' · Nganga-Mwivi 53', 76' |

 Stade Omar Bongo, Libreville
Congo guanyà 6–5 en l'agregat.
| Tunísia                     | 3–0 | Guinea |
| --------------------------- | --- | ------ |
| Labidi 19' · Dhiab 38', 48' |     |        |

 Stade El Menzah, Tunis
| Guinea         | 3–2 | Tunísia                |
| -------------- | --- | ---------------------- |
| Souleymane · ? |     | Agrebi 17' · Dhiab 25' |

 Stade du 28 Septembre, Conakry
Tunísia guanyà 5–3 en l'agregat.

## Equips classificats
Els 8 equips classificats foren:
- Ghana (seu)
- Nigèria
- Zàmbia
- Alt Volta
- Uganda
- Tunísia
- Marroc (vigent campió)
- Congo